# Nordische Botschaften

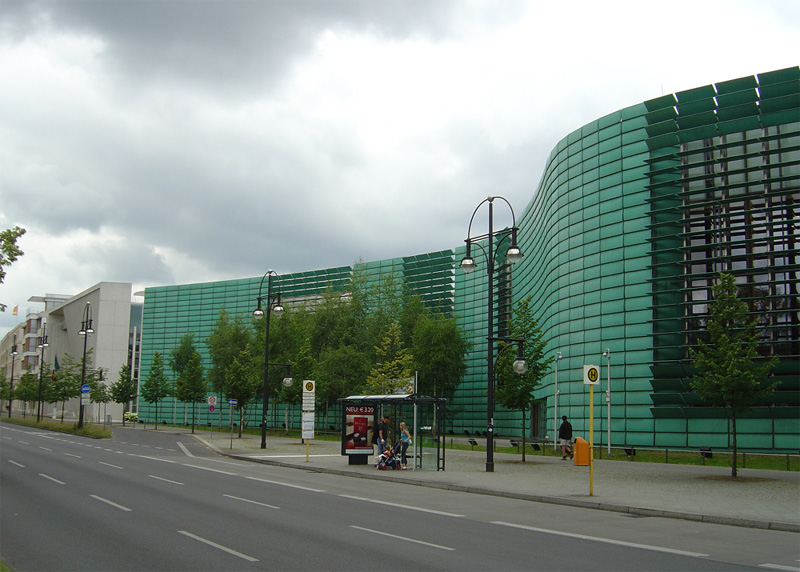
Patinierte Kupferfassade der Nordischen Botschaften

Die Nordischen Botschaften in Berlin sind die fünf nationalen Botschaftskanzleien der Länder Dänemark, Finnland, Island, Norwegen und Schweden. Das Felleshus (etwa: ‚Gemeinschaftshaus‘) genannte öffentliche Gebäude steht am südlichen Rand des Großen Tiergartens im Tiergarten-Dreieck in der Rauchstraße. Der durch ein umlaufendes Kupferband verbundene Bau steht symbolisch für die enge Kooperation zwischen den nordischen Staaten.

## Geschichte

### Überblick
Die Nordischen Länder haben eine lange Geschichte unterschiedlicher Verbindungen und politischer Bündnisse. Bereits im Jahr 1900 weist das Berliner Adressbuch für die Länder Dänemark (in der Alsenstraße 4 in Berlin-Mitte) und Schweden und Norwegen (in der Bellevuestraße 8 in Berlin-Mitte) je eine Gesandtschaft aus. Zudem unterhielt Dänemark in der Jägerstraße 49 auch ein Generalkonsulat. Es gab also noch im Deutschen Kaiserreich erste intensive diplomatische Beziehungen.
Nach dem Zweiten Weltkrieg schufen sich die Königreiche Dänemark, Norwegen und Schweden sowie die Republiken Island und Finnland eine gemeinsame Interessenvertretung im Nordischen Rat (seit 1952) und im Nordischen Ministerrat (seit 1971).
Der Gedanke einer gemeinsamen Botschaftsanlage der Nordischen Länder war oft erwogen worden. Erst nach dem Beschluss des Deutschen Bundestages, Berlin wieder zur Hauptstadt zu erklären und die Regierung von Bonn dorthin zu verlegen, konnte das Konzept verwirklicht werden. In Berlin stand dafür ein Grundstück von 7290 m² im Botschaftsviertel zur Verfügung.
Die Entscheidung in einem europaweit ausgeschriebenen Architekturwettbewerb fiel 1996. Gewinner war das österreichisch-finnische Architekturbüro von Alfred Berger und Tiina Parkkinen in Wien. Sie entwarfen das Gesamtkonzept sowie eines der Einzelgebäude, das ‚Felleshus‘ (Gemeinschaftshaus). Für die fünf eigenständigen Botschaftsgebäude richteten die beteiligten Länder dann nationale Wettbewerbe aus, um auch die architektonische Souveränität der einzelnen Staaten zu unterstreichen. Gemeinsamer Baubeginn war im Mai 1997, im Oktober 1999 wurden die Botschaften gemeinsam eröffnet. Die Baukosten betrugen 49,5 Millionen Euro.

### Norwegen

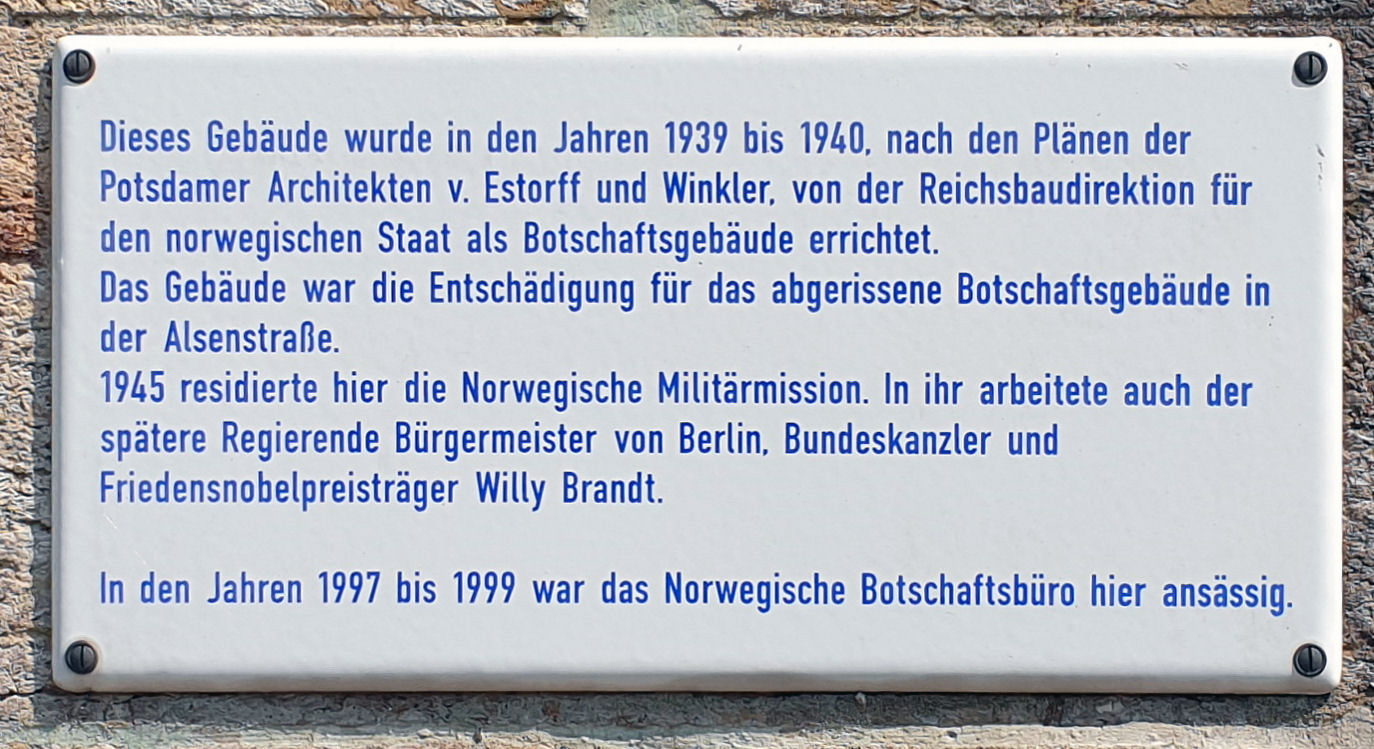
Gedenktafel am ehemaligen Botschaftsgebäude in Berlin-Tiergarten

Zunächst bestand die Außenzusammenarbeit mit den 1949 gegründeten beiden deutschen Staaten in unterschiedlichen Aktivitäten: Nachdem eine offizielle Erklärung der norwegischen Regierung 1951 den Kriegszustand mit Deutschland beendet hatte, begann ab 1953 schrittweise eine Zusammenarbeit mit der Bundesrepublik Deutschland auf den verschiedensten Gebieten. Es begann mit einem Zollabkommen, dann folgten Vereinbarungen zur kulturellen, militärischen, sportlichen und sozialen Zusammenarbeit. Bis in die späten 1980er Jahre war der gesamte Lebensbereich mit Einzelabkommen „abgedeckt“.
Der norwegische Staat vereinbarte nach der weltweiten Anerkennungswelle der DDR 1973 den Austausch von Diplomaten und richtete in der Otto-Grotewohl-Straße 5 (seit 1991 wieder Wilhelmstraße 65) in Berlin-Mitte eine Botschaft ein. Auch Dänemark schloss ein Abkommen zur diplomatischen Zusammenarbeit und eröffnete am Boulevard Unter den Linden 41 in Ost-Berlin (zwischen Glinkastraße und Friedrichstraße) eine eigene Botschaft.

### Island
Im Jahr 1952 begannen diplomatische Beziehungen zwischen Island und der Bundesrepublik Deutschland. Eine isländische Botschaft wurde in Hamburg eröffnet und zog 1955 nach Bonn in die Kronprinzenstraße 6 um. Mit der Regierung der DDR wurde keine diplomatische Vertretung in Ost-Berlin vereinbart.

### Finnland, Dänemark und Schweden
Die genannten Länder haben alle während der Nachkriegszeit mit den beiden deutschen Staaten ab den 1970er Jahren diplomatische Beziehungen vereinbart. Die Republik Finnland unterhielt beispielsweise in der Ost-Berliner Schadowstraße 6 eine diplomatische Mission, das Königreich Dänemark hatte seine Vertretung am Boulevard Unter den Linden 6 und das Königreich Schweden in der Otto-Grotewohl-Straße 3a, alle gelegen in Berlin-Mitte.

## Gebäude

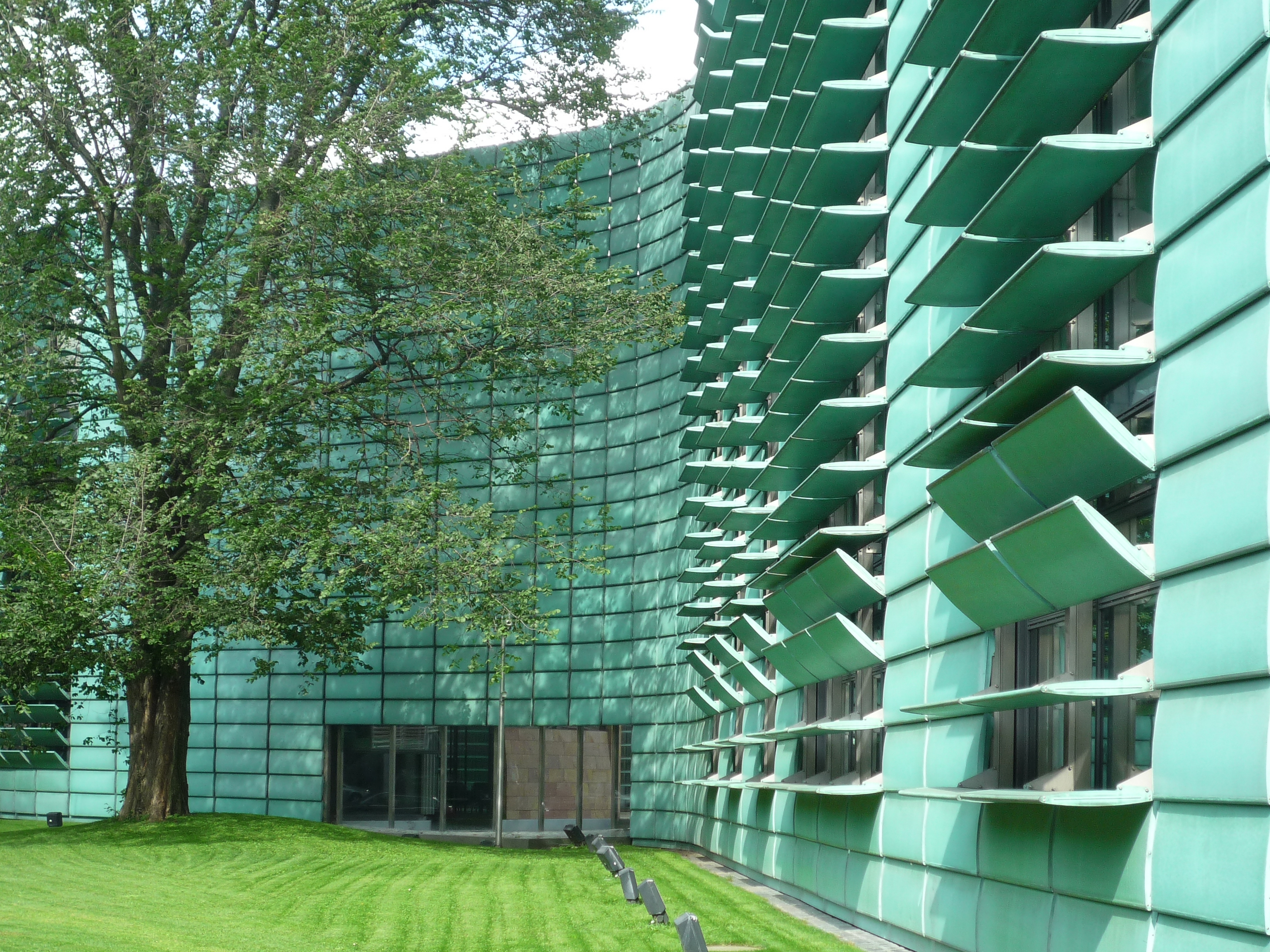
Teil der Fassade (das Kupferband)

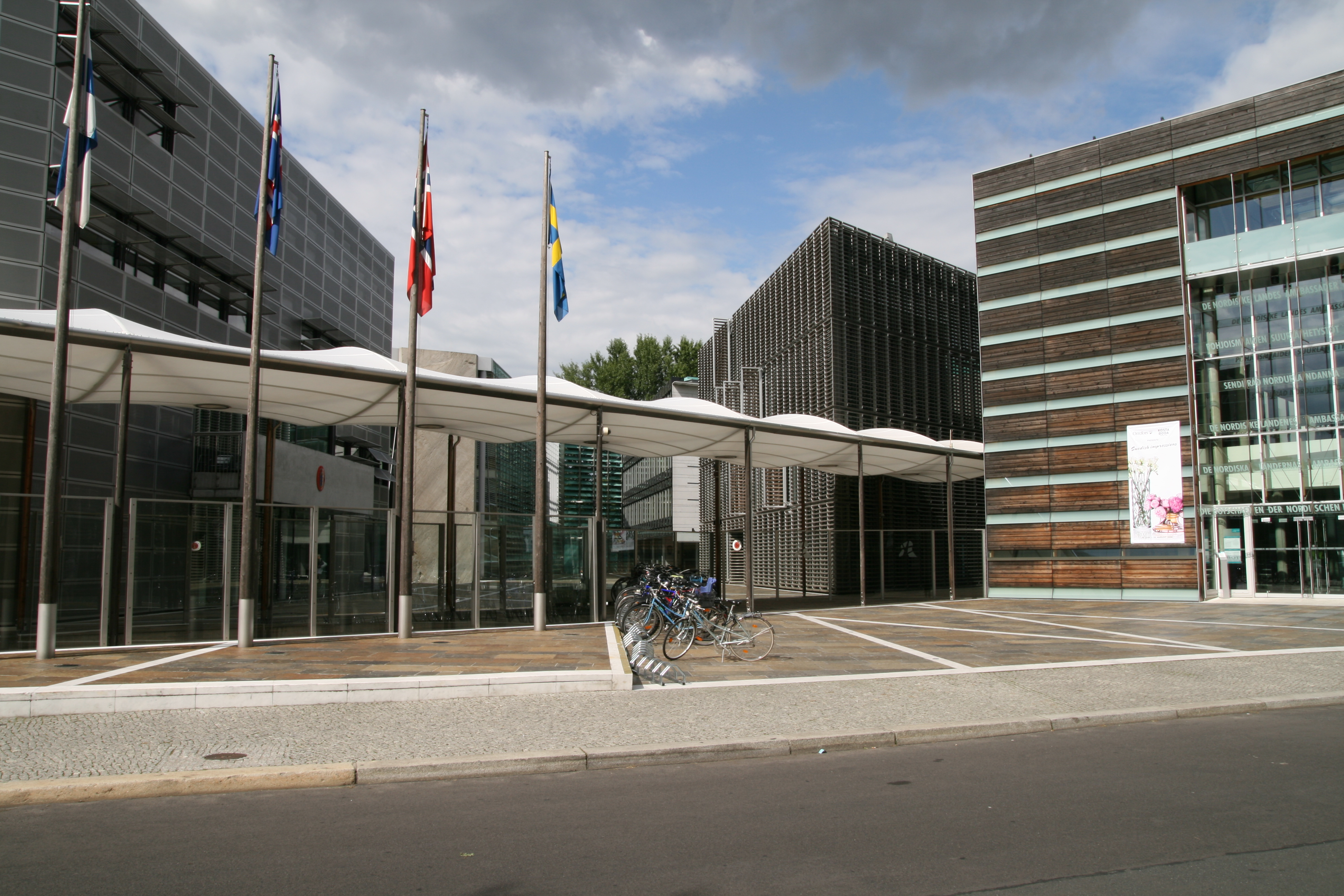
Nordische Botschaften hinter dem Kupferband

Für die Bauten der einzelnen Länder fanden bevorzugt Materialien Verwendung, die im jeweiligen Heimatland typisch und verbreitet sind. Die dänische Botschaft hat eine offene Glasfassade, Finnland verwendet Lamellen aus Lärchenholz über Glas, Schweden große Glasflächen und gotländischen Kalkstein. Die Fassade der isländischen Vertretung besteht aus rotem Rhyolith (einer Art des Porphyrs). Eine 15 Meter hohe, 120 Tonnen schwere und 900 Millionen Jahre alte Granitplatte vom Iddefjord bei Halden ist an der Fassade der norwegischen Botschaft montiert.
Die Materialien des Gemeinschaftshauses sind Ahornholz, Sichtbeton, Glas und schwedischer Marmor. Es enthält unter anderem eine weitläufige Ausstellungsfläche, einen Vortragssaal, Tagungsräume und ein nordisches Restaurant – alles öffentlich zugänglich, entsprechend der Aufgabe dieses Gebäudes, das als Haus für alle und als Haus der Begegnung gedacht ist.
Der Architekt der schwedischen Botschaft ist Gert Wingårdh, die norwegische Botschaft wurde vom Architekturbüro Snøhetta entworfen, die dänische vom Büro Nielsen, Nielsen und Nielsen (heute: 3XN), die isländische vom Büro PK Hönnun (Pálmar Kristmundsson) und der Entwurf für die finnische stammt vom Büro Viiva Arkkitehtuuri Oy. Für die Einrichtung der Häuser wurden zum Teil Möbel einheimischer Designer verwendet, wie Arne Jacobsens Stühle der Serie 7 oder der Sessel Schwan in der dänischen Botschaft.
Herausragendes Merkmal der Nordischen Botschaften ist ein 15 m hohes, türkis patiniertes Kupferband, das die einzelnen Gebäude in wellenähnlichen Schwüngen umschließt und zusammenfasst. Es besteht aus rund 4000 vorpatinierten Lamellen, ist fast 230 m lang und soll das Gefühl der Zusammengehörigkeit der verschiedenen beteiligten Länder nach außen hin symbolisieren. Die unweit von den Nordischen Botschaften in  Stauffenbergstraße gelegene Österreichische Botschaft hat ebenfalls eine Kupferfassade.

## Residenzen der Botschafter
- Das Raumkonzept der Nordischen Botschaften hat die Residenzen der Botschafter nicht im Gebäudekomplex angeordnet. Die Residenz eines Botschafters erfordert durch die repräsentativen Wohnräume und die Notwendigkeit von Räumen für Empfänge in kleinerem Rahmen einen erhöhten Wohnflächenbedarf.[7][8] Auch die Abschirmung der Wohngebäude durch Grünflächen für Erholung und Sicherheit konnte nicht auf dem Grundstück der Nordischen Botschaften selbst realisiert werden.
- Die Residenz des dänischen Botschafters befindet sich im denkmalgeschützten Landhaus Sternberg im Ortsteil Dahlem und wurde zwischen 1999 und 2001 zur Residenz umgebaut. Dazu wurde ein Gartenhaus für Bankette hinzugefügt.
- Die finnische Botschafterin residiert in einem Penthouse am Leipziger Platz.[9]
- Für die norwegischen Botschafter wurde im Ortsteil Grunewald ein Atriumhaus erbaut,[10] das 1997 bis 1999 vom norwegischen Architektenbüro Stein Halvorsen AS entworfen wurde.[11]
- Der schwedische Botschafter residiert in der Pücklerstraße in Dahlem in der 1936 für Günther Werner-Ehrenfeucht errichteten Villa.[12] Der Garten wurde von Herta Hammerbacher gestaltet und steht heute unter Denkmalschutz.[13]
- Die Residenz des isländischen Botschafters[14] befindet sich in der Trabener Straße im Ortsteil Grunewald. Sie wurde von den isländischen Architekten Hjördis und Dennis, Hjördis Sigurgisladottir und Dennis David Johannesson entworfen und 2006 fertiggestellt. Das Gebäude in modernster Architektur besteht aus drei Teilen, die durch einen glasüberdachten Korridor fließend miteinander verbunden sind, und bietet einen guten Blick auf den Halensee.

## Kulturelle Nutzung (Auswahl)
Das Gemeinschaftshaus der Nordischen Botschaften (Felleshus) zeigt seit August 2021 unter dem Motto The Ballot – piece of paper or tool of power (Stimmzettel von Wahlen aus Skandinavien, Litauen und einigen weiteren Ländern) eine Ausstellung. Ausgangspunkt der Ausstellungskonzeption war die Erfahrung einer Umfrage in Stockholm, bei welcher die Bürger zum Ausdruck brachten, dass Stimmzettel in Europa überall gleich aussehen würden. Das schwedische Thinktank Fabel verfolgte diese Idee danach weiter und fand an vielen Beispielen heraus, dass fast jedes Land die Stimmen seiner Bürger auf andere Weise einholte oder noch einholt. Beispielsweise gibt es in Schweden für jeden Wahlvorschlag einen Stimmzettel mit den Namen der Kandidaten, auf finnischen Stimmzetteln müssen die Wähler dagegen die Nummern der Wahlvorschläge eintragen. Bis zur Eröffnung der neuen Ausstellung kamen 50 verschiedene Stimmzettel aus aller Welt zusammen, die von kleinen nur visitenkartengroßen Zetteln über Symbole für Analphabeten bis zu komplizierten Vorgängen reichen, die kaum verständlich waren (Litauen 1996: 24 Listen und zehn Namensfelder).
Außerdem gibt es schon seit längerem ständig wechselnde Kunstausstellungen einheimischer (nordischer) Künstler im Innenbereich des Felleshus’. Ein Buch des Monats wird öffentlich vorgestellt.
In der dritten Etage des Felleshus’ befindet sich eine öffentlich zugängige Kantine mit nordischer und internationaler Küche, täglich steht ein Gericht mit frischem Fisch und ein vegetarisches Gericht auf dem Speiseplan. Smørrebrød, Gebäck, Obst, heiße und kalte Getränke sowie nordisches Bier und Aquavit werden außerdem angeboten.